# گرینویل، شهرستان آلامدا، کالیفرنیا
گرینویل (به انگلیسی: Greenville) یک منطقهٔ مسکونی در ایالات متحده آمریکا است که در شهرستان آلامدا، کالیفرنیا واقع شده‌است. گرینویل ۱۷۸ متر بالاتر از سطح دریا واقع شده‌است.